# Taeniatherum caput-medusae
Espèce
Taeniatherum caput-medusae, l'Orge chevelue, est une espèce de plantes herbacées méditerranéennes de la famille des Poacées.

## Liste des sous-espèces et variétés
Selon World Checklist of Selected Plant Families (WCSP) (4 janvier 2014) :
- Taeniatherum caput-medusae (L.) Nevski, Trudy Bot. Inst. Akad. Nauk S.S.S.R., Ser. 1 (1933)

Selon NCBI (4 janvier 2014) :
- sous-espèce Taeniatherum caput-medusae subsp. asperum
- sous-espèce Taeniatherum caput-medusae subsp. caput-medusae
- sous-espèce Taeniatherum caput-medusae subsp. crinitum

Selon The Plant List (4 janvier 2014) :
- variété Taeniatherum caput-medusae var. caput-medusae

Selon Tropicos (4 janvier 2014) (Attention liste brute contenant possiblement des synonymes) :
- sous-espèce Taeniatherum caput-medusae subsp. asper (Simonk.) Melderis
- sous-espèce Taeniatherum caput-medusae subsp. caput-medusae
- sous-espèce Taeniatherum caput-medusae subsp. crinitum (Schreb.) Melderis
- variété Taeniatherum caput-medusae var. caput-medusae
- variété Taeniatherum caput-medusae var. crinitum (Schreb.) Humphries